# POPline
POPline é um portal de notícias brasileiro voltado à música pop nacional e internacional criado em julho de 2006 por Flávio Saturnino. É considerado o maior portal sobre o assunto na América Latina. Além da internet, o website tornou-se um programa de rádio, primeiro transmitido pela Mix FM Rio e depois pela FM O Dia.
Em 2019, foi inaugurada a Casa do POPline, localizada nas cidades do Rio de Janeiro e Salvador, que abrigaram a redação do portal e também contaram com espaços exclusivos para criação de conteúdo, e receberam ocasionalmente concertos de alguns artistas.
Em 2020, o POPline estreou seu novo projeto, o POPline.Space, no Via Parque Shopping, no Rio de Janeiro.